# Marie Surcouf
Pour les articles homonymes, voir Surcouf (homonymie).

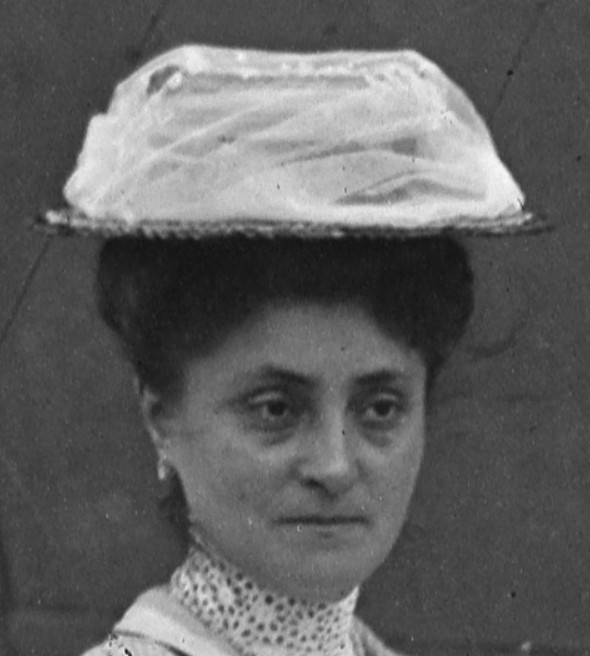
M. Surcouf, Comité des Dames, 1907

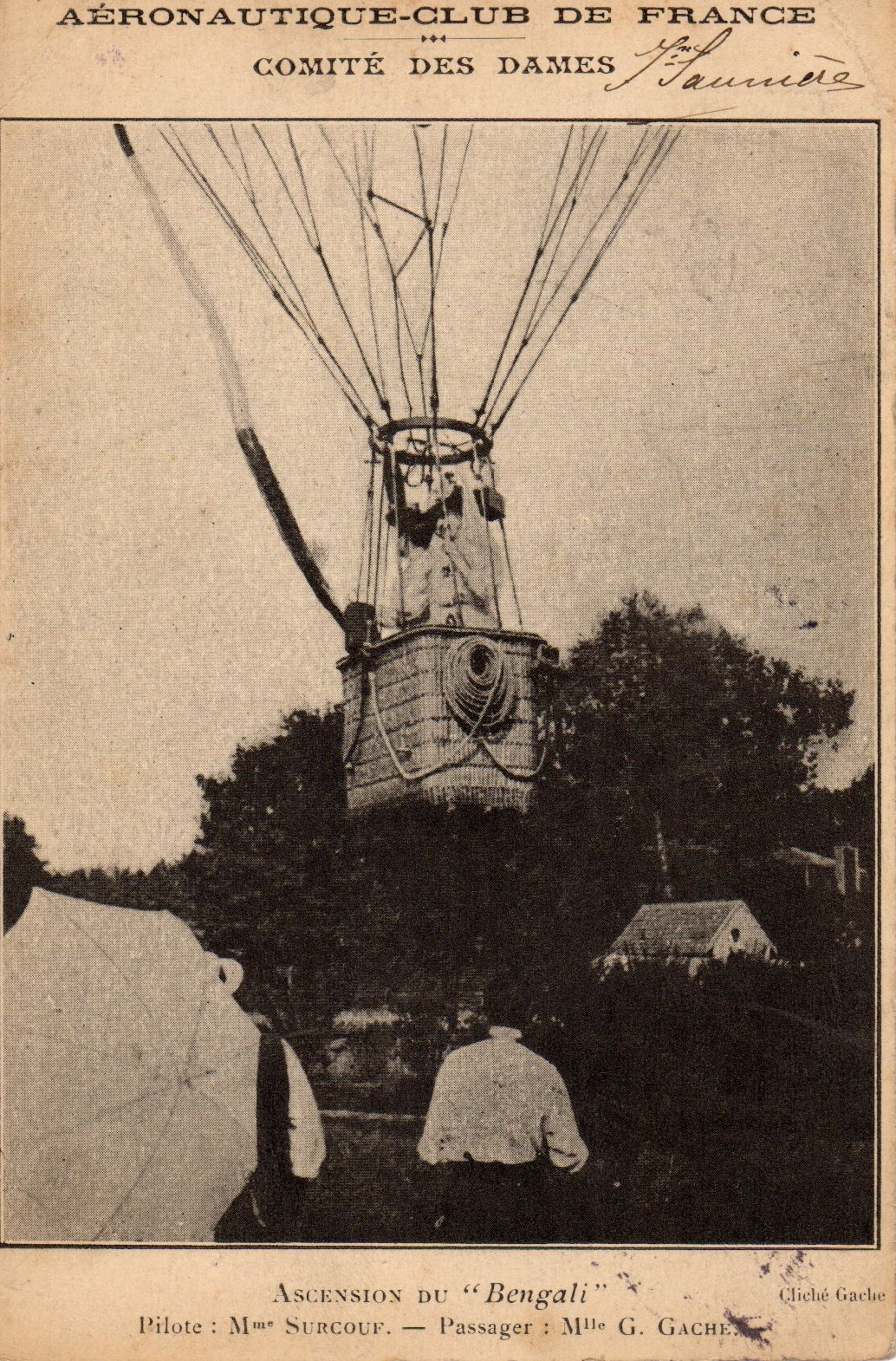
1er vol d'un équipage féminin. Pilote Marie Surcouf, passagère Georgette Gache, le 23 août 1906. Carte postale éditée par l'Aéronautique-Club de France

Marie Surcouf, née Marie Valentine Nelly Bayard à Ham (Somme), le 19 mai 1863 et décédée à Paris (16e arrondissement) le 11 mars 1928  est une aérostière et féministe française.

## Biographie
Marie Valentine Nelly Bayard est la fille d'Ernest Julien Bayard et de Marie Clémentine Augustine Félicie Pollet (1842-1925), marchands épiciers, résidant au 2 rue de Chauny, à Ham.
En premières noces, le 7 février 1882, elle épouse Albéric Roussel (1853-1904), docteur en médecine. Le couple a deux enfants, Pierre Stanislas André Roussel, né le 9 avril 1886 et qui décède 13 jours plus tard, le 22 avril et André Pierre Stanislas Roussel, né le 9 juin 1888, décédé le 3 janvier 1968. À cette époque, le couple habite au 5 rue Charlot, dans le 3e arrondissement de Paris. Le 31 juillet 1896, elle divorce d'avec Albéric Roussel.
Marie Bayard se remarie avec Édouard Surcouf, ingénieur et aéronaute, le 20 septembre 1897 à Paris dans le 7e arrondissement, dont elle divorce le 29 novembre 1916 . Marie Surcouf décède en 1928, à 64 ans. Son décès ne fera l'objet que d'un article de quelques lignes dans l'Aérophile.
C'est sous son second nom de femme mariée, Marie Surcouf, qu'elle va devenir célèbre en œuvrant à la promotion de l'aéronautique féminine.

## Le Comité des Dames de l'ACDF, première association française de femmes aéronautes
Marie Surcouf adhère en novembre 1904 à l'Aéronautique-Club de France (ACDF), association aérostatique fondée en octobre 1897 et dont son époux Édouard Surcouf est membre depuis mai 1902.
De même que toutes les associations aérostatiques de l'époque, les statuts de l’Aéronautique-Club de France n’admettent les femmes « à aucun titre comme membres du Club ». A la réunion du Comité de direction du 27 octobre 1903, prenant en compte le nombre de femmes ayant accompagné des membres lors d'ascensions ou étant apparentées à des membres, le président Jules Saunière pose la question de la reconnaissance des « Dames » comme membre de l’ACDF. L’étude de cette proposition est cependant repoussée à des séances ultérieures.
C’est à la séance du Comité de direction du 3 mai 1904, que les femmes apparentées aux membres de l’ACDF se voient le droit de participer aux ascensions, moyennant la somme de 80,00 F.
Peu après, l’assemblée générale du 21 octobre 1904 modifie l’article 4 des statuts de l’ACDF, afin de permettre aux « Dames apparentées aux membres du club » d’être admises avec « les mêmes droits et avantages […] et les mêmes obligations » que les sociétaires masculins, avec la restriction cependant qu’elles ne peuvent faire partie du Comité de direction. Par ailleurs, si elles peuvent participer aux ascensions en ballon, cela ne peut se faire qu’accompagnées d’un de leurs deux parrains.
La séance du Comité de direction du 14 novembre 1904 voit les premières adhérentes féminines, Mme Saunière, femme du président, Mme Surcouf et Mme Gritte inscrites comme membres de l’ACDF. Dans le même temps, la section lyonnaise de l’ACDF, autorise également l’adhésion des femmes apparentées aux membres et leur participation aux ascensions, mais dûment munies d’une autorisation maritale.
Une nouvelle étape est franchie avec la création du Comité des Dames de l'ACDF. Celui-ci est fondé en janvier 1906 et c’est le 2 février de la même année qu’est organisée la première réunion de ce nouveau comité, dont le règlement sera adopté le 6 février par le Comité de direction de l’ACDF.
Le Comité des Dames est doté de la même structure que l’ACDF, à savoir un comité de direction, dont la présidence est assurée par Mme Marie Surcouf, la vice-présidence par Mme Jeanne Saunière, femme du président de l’ACDF et le secrétariat par Mlle Georgette Gache. Cependant, le Comité des Dames n'a pas de budget propre et les adhésions, après validation du Comité, sont soumises à l'approbation du Comité directeur de l'ACDF.
Courant mars 1906, plusieurs séances permettent d’enregistrer de nouvelles adhésions au Comité des Dames et d’étoffer l’équipe dirigeante.
Le 24 mai 1906, se déroule au parc d'aérostation de l’ACDF, situé à l'usine à gaz de Rueil, la première fête du Comité des Dames. Environ 600 personnes assistent à des ascensions et des lâchers de ballons.
Brevetée pilote aéronaute le 28 juillet 1906, c’est le 23 août que Mme Surcouf exécute à bord du ballon « Bengali », son premier vol en tant que pilote, accompagnée de Mlle Gache, la secrétaire du Comité. Ce vol, il s’agit du premier vol d’un équipage féminin, va mener les deux femmes du parc des Coteaux de Saint-Cloud, à Neuilly-sur-Marne et ce en 2h45 de vol.
En décembre 1906, le nombre d’adhérentes au Comité des Dames est de 42, pour atteindre 55 en mars 1907. Ces adhésions représentent pour Mme Surcouf, un « gage du triomphe du féminisme aéronautique ».
Si le succès du Comité des Dames se confirme au fil des mois, un différend au moment de l’organisation du repas du dixième anniversaire de l’Aéronautique-Club de France va susciter des tensions entre le Comité des Dames et le comité de direction de l’ACDF.
Le 13 janvier 1908, lors d’une plénière du Comité des Dames, celles-ci reprochent en termes virulents au comité de direction de l’ACDF de ne pas tenir compte de l’avis des membres féminins et de contrer leurs initiatives. À cette même réunion, les adhérentes du Comité des Dames rédigent une pétition qui demande officiellement « de procéder à la séparation du Comité [des Dames] et de l’ACDF ».
Le texte de la pétition est présenté à l’assemblée générale de l’ACDF du 18 février. Vigoureusement défendu par Mme Surcouf, appuyée par son époux, le texte est cependant rejeté par le Comité de direction de l’ACDF. Celui-ci décide alors de gérer le Comité des Dames en lieu et place de son Conseil de direction, qui est alors dissout.
Dans la foulée, le 3 mars 1908, le Comité directeur de l’ACDF adopte un règlement intérieur qui redéfinit le rôle et les attributions du Comité des Dames. Ce texte, on s’en doute, ne fait pas l’unanimité chez les membres féminins de l’ACDF, même si Mme Surcouf est nommée directrice.
Le 6 avril 1908, Mme Surcouf démissionne de la présidence du Comité des Dames. À partir de ce moment, la direction de l’ACDF prend en main définitivement les destinées du Comité, même si la présence et les activités aérostatiques des femmes au sein de l’ACDF ne sont pas remises en cause.

## Aéroclub féminin la Stella
Après sa démission de l'ACDF, Marie Surcouf fonde le club féminin la Stella le 10 février 1909. L'association est déclarée à la préfecture de Paris le 12 mars 1909, avec publication dans le Journal Officiel le 3 avril 1909. 
Les premières adhérentes et les membres de la direction sont issues principalement de l’ancien Comité des Dames de l’ACDF.  Le 15 avril 1909, la Stella devient une des associations affiliées à l’Aéro-Club de France.
Dans un premier temps, l'association est domicilié à l'adresse de Marie Surcouf, au 92 bis boulevard Pereire à Paris, puis est transféré successivement au 25 rue de Marignan et en mars 1911, au 86 boulevard Flandrin. À partir de mars 1916, le siège social est au 6 rue de l’Amiral-Courbet, dans l'hôtel particulier mis à disposition par M. et Mme Richefeu, puis au 5 rue Chernoviz en 1920, adresse de Mme Surcouf-Bayard après son divorce.
Au sein de la Stella, les hommes sont admis en tant que membres, mais n'ont pas le droit de faire partie des membres décisionnaires de l'association, ils peuvent accompagner leurs épouses en tant que passagers. « La Stella, déclarait Marie Surcouf, est un club féminin qui permet aux pères, maris, fils ou frères, de ses adhérentes de les accompagner dans leurs voyages aériens. » Très rapidement, le club évolue avec un recrutement plus mondain (Mme la princesse de Polignac, Mme la comtesse de Poliakoff ou Mme la duchesse d’Uzès) ou de notabilités (Mme Gabrielli, femme du sénateur Gabrielli…). Parallèlement, le club organise des conférences, des soirées artistiques avec chants lyriques, des parties de thé baptisées « Stella-Thé », tout en reprenant la tradition des banquets annuels, à l’exemple de celui organisé le 15 février 1912 dans les salons du palais d’Orsay. Par ailleurs, outre les ascensions et les vols en avion, des visites d’installations aéronautiques (hangars de la société Astra, le terrain de Villacoublay ou celui de Buc) animent la vie du club.
À partir d’octobre 1912, les réunions du Comité et les attractions mondaines de la Stella ne se déroulent plus dans les salons de l’hôtel Crillon comme il en était coutume depuis la création du club, mais à l’hôtel Astoria, situé au 133 avenue des Champs-Élysées.
Le 17 juin 1909, Marie Surcouf, après son brevet d'aéronaute obtenu à l'Aéronautique-club de France, devient titulaire du premier brevet de pilote sportif attribué à une femme. Ce brevet est commun aux hommes et aux femmes et les conditions d'obtention sont définies par l'Aéro-Club de France, à savoir 10 ascensions dont 2 seules à bord et une de nuit.
En 1911, la Stella compte 122 adhérents, dont 79 femmes. Fin 1913, le club compte 350 membres. À l’assemblée générale du 17 mars 1914, il est précisé que la Stella compte 6 pilotes féminins d’aérostats et 7 pilotes aviatrices : Mmes Jeanne Pallier, Carmen Damedoz, Marthe Richer, Hélène de Plagino, Béatrix de Rijk, Marie-Louise Driancourt, Mlle Hélène Dutrieu. A noter que contrairement à ce qui est souvent écrit, il semble bien que Marie Marvingt n'a jamais fait partie de la Stella.
Les activités aéronautiques et mondaines du club étant suspendues dès août 1914, la Stella, sous l'impulsion de sa présidente, organise principalement pendant la durée de la guerre, des œuvres de bienfaisance au profit de l'Aéronautique militaire. Mais la Stella ne résiste pas au conflit de la Première Guerre mondiale. Au milieu des années 1920, Marie Surcouf tente de relancer l'aéroclub féminin, sans grand succès. Finalement, l'annonce de la dissolution de la Stella est faite le 30 juin 1926 à la réunion de la Commission permanente consultative des sociétés affiliées à l'Aéro-Club de France.
L'époque de l'aérostation s'achève, même si l'utilisation des dirigeables se poursuit. Le temps de l'aviation est en plein développement. Les femmes se tournent dorénavant vers le pilotage d'avions au détriment de celui des ballons à gaz.

## Féministe
Marie Surcouf fut une militante moderne et féministe. Ses nombreux discours et entretiens révèlent une femme qui bouscule les convenances de la Belle Époque.
- « La femme comme l'homme a le devoir d'être sportive, si elle doit faire une sélection dans les sports si nombreux aujourd'hui pratiqués, l'aérostation est certainement celui qu'elle désignera tout d'abord. Il est sans contredit, celui dont l'imprévu, la poésie et la sécurité le désigne à ses suffrages. » (Déclaration de Marie Surcouf reproduite dans la revue L'Aéro : Les femmes s'en mêlent, no 22 du 28 janvier 1909).
- « Stella, école d'énergie, de poésie, de douceur… est un mouvement de féminisme bien compris et tout le sport aérien est une attirance parce qu'il aide à développer les qualités d'initiative, de puissante volonté et de mépris du danger, devenues indispensables aux aspirations féministes actuelles[22]. » (L'Aérophile, 15 avril 1910)

- Le 17 décembre 1912, au Palais d'Orsay, lors du grand banquet annuel de la Stella, Marie Surcouf plaide ouvertement la cause des femmes. « La femme de sport n'efface pas, croyez-le bien, les sentiments de la femme tout simplement. L'empire des airs appartient à tous, et qui oserait contester que la femme n'a pas le droit à la conquête des étoiles. Ce que l'homme parvient à acquérir par sa force musculaire, par son endurance physique, la femme le conquiert aussi par sa volonté, sa ténacité et son courage[22]. »
- En décembre 1917, à l'initiative de quelques dirigeants sportifs masculins, est fondée la Fédération des sociétés féminines sportives de France (FSFSF), fédération qui regroupe les clubs sportifs ayant en leur sein des sections féminines. Le 1er président de la FSFSF est le docteur Raoul Baudet, chirurgien en chef des Hôpitaux de Paris. À ses côtés, les dirigeants de la fédération font entrer deux femmes au Conseil, Alice Milliat comme trésorière et Marie Surcouf, en tant que vice-présidente. Marie Surcouf restera à ce poste jusqu'en mars 1919, puis deviendra vice-présidente honoraire de la FSFSF[23].